# مارسيل تشافر
مارسيل تشافر (بالألمانية: Marcel Schäfer)‏ (مواليد 7 يونيو 1984 في أشافينبورج - ألمانيا الغربية) لاعب كرة قدم ألماني يلعب حاليا لصالح نادي الدرجة الأولى فولفسبورغ الألماني منذ 2007 في مركز الظهير الأيسر .

## مسيرته الكروية
لعب مارسيل تشافر خلال مسيرته الاحترافية مع 4 أندية في سبعة عشر موسمًا وسجل خلالها 22 هدفًا ضمن 417 مباراة. حيث فاز في موسم واحد بالكأس وفي موسم واحد بالدوري.
خاض مارسيل تشافر مسيرته مع نادي ميونخ 1860 في موسم 2003–04 ليلعب معه أربعة مواسم، مشاركًا في 91 مباراة سجل خلالها 3 أهداف. ثم انتقل إلى نادي فولفسبورغ في موسم 2007–08 ليلعب معه عشرة مواسم، حيث شارك في 256 مباراة سجل خلالها 13 هدفًا. لينتقل بعدها إلى تامبا باي راوديز ‏ في عامي 2017-2019 ولمدة موسمين، مشاركًا في 43 مباراة سجل خلالها 5 أهداف.

## روابط خارجية
- مارسيل تشافر على موقع قاعدة بيانات كرة القدم.إي يو (الإنجليزية)
- مارسيل تشافر على موقع بيانات كرة القدم. دي إي (الألمانية)
- مارسيل تشافر على موقع ناشيونال فوتبول تيمز (الإنجليزية)
- مارسيل تشافر على موقع Soccerway.com (الإنجليزية)
- مارسيل تشافر على موقع عالم كرة القدم.نت (الإنجليزية)
- مارسيل تشافر على موقع AS.com (الإسبانية)